# Colastes alboapicalis
Colastes alboapicalis är en stekelart som beskrevs av Sergey A. Belokobylskij 1988. Colastes alboapicalis ingår i släktet Colastes och familjen bracksteklar. Inga underarter finns listade i Catalogue of Life.